# Balduin II av Jerusalem

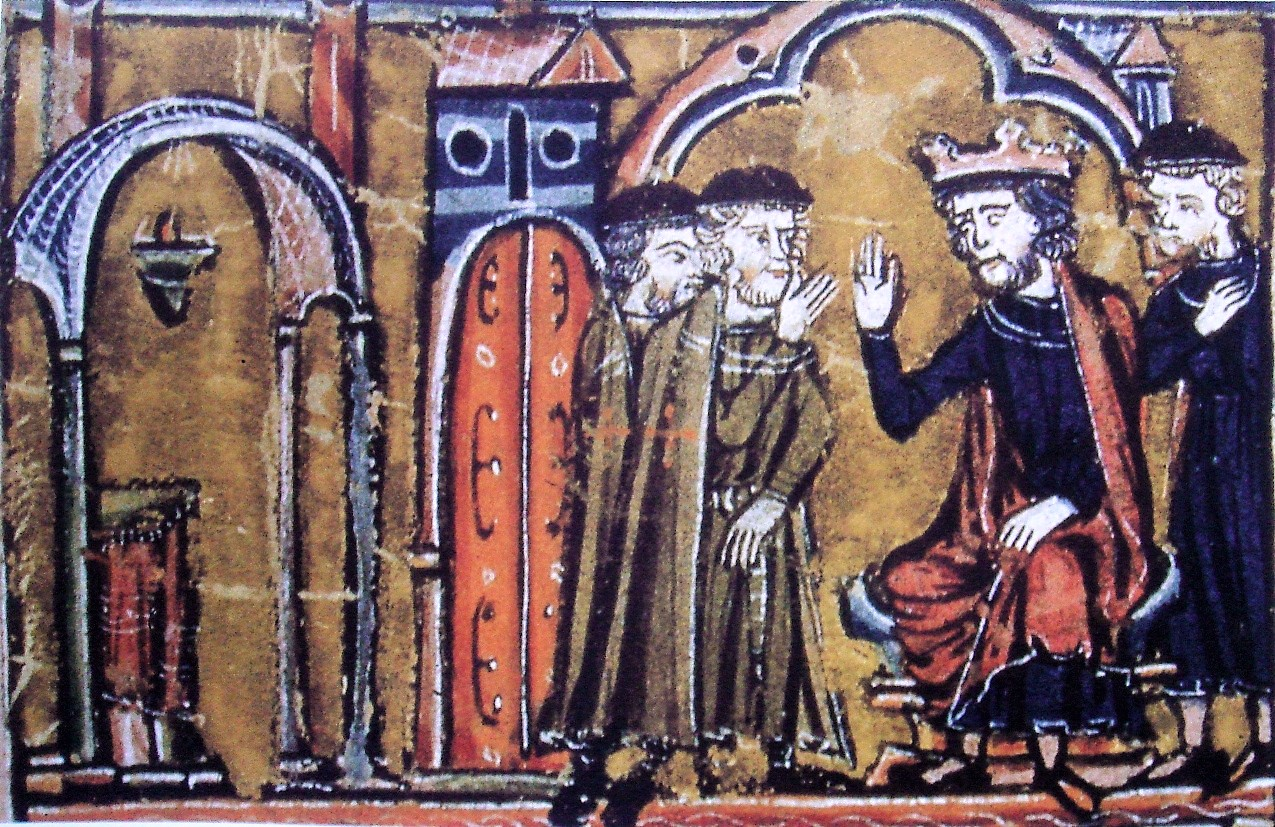
Balduin med grundarna av Tempelherreorden, Hugues de Payns och Gottfrid av Saint-Omer.

Balduin II av Jerusalem, även Balduin II av Edessa, Balduin av Bourcq, född Balduin av Rethel greve av Burg, död 21 augusti 1131, var regent av kungadömet Jerusalem och greve av grevskapet Edessa. 
Balduin var son till greve Hugo I av Rethel, deltog i första korståget och efterträdde 1110 kusinen Balduin I av Jerusalem som greve av Edessa. Han regerade korsfararstaten Jerusalem 1118-31. Balduin var 1123-24 i fångenskap hos muslimerna, men lyckades annars kämpa med framgång mot dem och lyckades ansenligt utvidga sitt rike. Han avled 1131 och efterträddes av sin dotter Melisende av Jerusalem och sin måg, greve Fulko av Anjou.